# كردامير
كردامير (الأذرية: Kurdamir) هي مدينة في أذربيجان وهي العاصمة الإدارية لمقاطعة كردامير.

يربط خط سكة حديد باكو - تبليسي - كارس المدينة مباشرة بتركيا وجورجيا.